# Liste des films soviétiques sortis en 1950
Cet article présente une liste de films produits en Union soviétique en 1950.

## 1950
Les titres en français sont en grande majorité des traductions et non les titres attribués par les distributeurs dans les pays francophones.
Pour le classement annuel, la liste des titres a été établie en se basant sur les répertoires des pages Wikipédia en russe documentées par Longs métrages soviétiques. Catalogue annoté complétées par les listes des sites «kino-teatr» et «kinopoisk» d'où le nombre important de films que l'on trouve dans les références.
Pour les titres où l'on manque de précisions, seule l'année est indiquée : année de réalisation, année de sortie ou les deux ?. Bien que cela puisse paraître superflu, 19.. est inscrit pour chacun de ces titres pour montrer que la vérification a été faite.
On remarque que, la plupart du temps, il n'y a pas de première pour les courts métrages ainsi que pour les dessins animés et les documentaires de courte durée.
| Titre                                                | Titre original                                | date de sortie                                          | Réalisateur                                                              |
| ---------------------------------------------------- | --------------------------------------------- | ------------------------------------------------------- | ------------------------------------------------------------------------ |
| Alitet va à la montagne                              | ru:Алитет уходит в горы (фильм)               | 10 avril 1950                                           | Marc Donskoï                                                             |
| Les Audacieux                                        | ru:Смелые люди                                | 7 septembre 1950                                        | Konstantin Youdine                                                       |
| Le Cerf et le loup                                   | ru:Олень и Волк                               | 1950                                                    | Dmitri Naoumovitch Babitchenko (ru)                                      |
| La Chute de Berlin                                   | ru:Падение Берлина                            | 21 janvier 1950                                         | Mikhaïl Tchiaoureli                                                      |
| La Cigogne jaune                                     | ru:Жёлтый аист (мультфильм)                   | 8 avril 1950                                            | Lev Atamanov                                                             |
| Le Conspiration des condamnés                        | ru:Заговор обречённых                         | 26 juin 1950                                            | Mikhaïl Kalatozov                                                        |
| Le Conte du pêcheur et du petit poisson (film, 1950) | ru:Сказка о рыбаке и рыбке (мультфильм, 1950) | 1950                                                    | Mikhaïl Tsekhanovski                                                     |
| Les Cosaques du Kouban                               | ru:Кубанские казаки (фильм)                   | 27 février 1950                                         | Ivan Pyriev                                                              |
| La Deuxième Caravane                                 | ru:Второй караван                             | 1950 année de production car le film est resté inachevé | Amo Bek-Nazarov                                                          |
| Fille de la vallée d'Ararat                          | ru:Девушка Араратской долины                  | 14 janvier 1950                                         | Amo Bek-Nazarov                                                          |
| Robuste                                              | ru:Крепыш (мультфильм)                        | 1950                                                    | Leonid Alekseïevitch Amalrik (ru) et Vladimir Polkovnikov                |
| Grande Puissance                                     | ru:Великая сила (фильм)                       | 23 octobre 1950                                         | Fridrikh Ermler                                                          |
| Le Grand-père et la petite fille                     | ru:Дедушка и внучек                           | 1950                                                    | Aleksandr Vassilievitch Ivanov (ru)                                      |
| Grimpeurs courageux                                  | ru:Отважные альпинисты (мультфильм)           | 1950                                                    | Arkadi Nikolaïevitch Khintibidze et Vladimir Iassonovitch Moudjiri       |
| Joukovski                                            | ru:Жуковский (фильм)                          | 13 juillet 1950                                         | Dmitri Vassiliev et Vsevolod Poudovkine                                  |
| Lettonie soviétique                                  | ru:Советская Латвия (фильм, 1950)             | 1950                                                    | Fiodor Ivanovitch Kisseliov (ru)                                         |
| Loin de Moscou                                       | ru:Далеко от Москвы (фильм)                   | 19 décembre 1950                                        | Alexandre Stolper                                                        |
| Mission secrète                                      | ru:Секретная миссия (фильм)                   | 21 aout 1950                                            | Mikhaïl Romm                                                             |
| Moussorgski                                          | ru:Мусоргский (фильм)                         | 27 novembre 1950                                        | Grigori Rochal                                                           |
| La Pipe et la cruche                                 | ru:Дудочка и кувшинчик                        | 1950                                                    | Viktor Alekseïevitch Gromov (ru)                                         |
| Quand les arbres sont illuminés                      | ru:Когда зажигаются ёлки                      | 1er janvier 1950                                        | Mstislav Sergueïevitch Pachenko (ru)                                     |
| Qui est le premier ?                                 | ru:Кто первый? (мультфильм, 1950)             | 1950                                                    | Boris Petrovitch Diojkine (ru) et Guennadi Flegontovitch Filippov (ru)   |
| Le Renard bricoleur                                  | ru:Лиса-строитель (мультфильм, 1950)          | 1950                                                    | Panteleïmon Petrovitch Sazonov (ru)                                      |
| Trésor magique                                       | ru:Волшебный клад                             | 1950                                                    | Dmitri Naoumovitch Babitchenko (ru)                                      |
| Trois rencontres                                     | ru:Три встречи                                | 22 janvier 1950                                         | Sergueï Ioutkevitch, Vsevolod Poudovkine et Alexandre Ptouchko           |
| Une fille au cirque                                  | ru:Девочка в цирке                            | 14 mars 1950                                            | Valentina Semionovna Broumberg (ru) et Zinaïda Semionovna Broumberg (ru) |